# 欽喬區 (瓦努科省)
9°46′15″S 76°05′17″W / 9.77083°S 76.08806°W
欽喬區（西班牙語：Distrito de Chinchao），是秘魯的一個區，位於該國中部瓦努科大區的瓦努科省，始建於1857年1月2日，面積1,813.8平方公里，海拔高度2,110米，2005年人口25,721，人口密度每平方公里14人。